# Gião (Vila do Conde)
Gião ist eine Gemeinde im Nordwesten Portugals.
Gião gehört zum Kreis Vila do Conde im Distrikt Porto, besitzt eine Fläche von 5,7 km² und hat 1659 Einwohner (Stand 19. April 2021).